# Carst de la Xina meridional
Els carst de la Xina meridional es troben a la majoria de províncies del sud de la Xina, especialment a Guangxi, Guizhou i Yunnan. Aquesta regió és cèlebre pels seus paisatges carstístics i per la seva biodiversitat.

## Patrimoni de la Humanitat
La regió del Carst de la Xina Meridional constitueix un dels exemples més espectaculars de carst humit de les zones tropical i subtropical. Es tracta d'un lloc seriat amb components situats en quatre províncies xineses (Guizhu, Guangxi, Yunnan i Chongqing) que totalitza una superfície de 176.228 hectàrees. El lloc posseeix, en el seu conjunt, els relleus càrstics més representatius, especialment en forma de torres, cims i pinacles, i també altres formacions geològiques característiques de gran espectacularitat, com ponts naturals, goles i grutes de grans dimensions. Els boscos de pedra de Shilin es consideren fenòmens naturals i extraordinaris i veritables referències a nivell mundial. El carst de Libo, de cims i pinacles, també es considera referència mundial en el seu gènere i ofereix un paisatge molt particular de gran bellesa. El carst de Wulong està inscrit en la Llista per les seves dolines gegantines, els seus ponts naturals i les seves cavernes.
L'any 2007 la Unesco va incloure la zona dins de la llista de llocs considerats Patrimoni de la Humanitat. L'any 2014, la Unesco va ampliar la protecció a unes 50.000 hectàrees addicionals, la qual cosa fa que aquest lloc compti ara amb 12 components situats en quatre províncies del país (Guizhou, Guangxi, Yunnan i Txungking) i totalitzi una superfície de 176.228 hectàrees.

## Repartiment geogràfic
Les formacions carstístiques inscrites al Patrimoni Mundial es reparteixen en tres grups:
- El carst de Libo, al sud del comtat de Libo a la província de Guizhou: inclou els carst de Da-Xiao Qikong i el carst de Maolan.
- El carst de Shilin, al territori autònom de Shilin, al sud de la província de Yunnan: comprèn el bosc de pedres de Naigu així com el bosc de pedres central.
- El carst de Wulong, al comtat de Wulong, dins de la municipalitat de Chongqing: inclou els llocs de la dolina geganta de Qingkou, els tres ponts naturals i les grutes de Furong.

| UNESCO Inscripció No | Nom                                                                               |
| -------------------- | --------------------------------------------------------------------------------- |
| 1248-001             | Carst de Shilin - Bosc de pedres de Naigu (乃古石林) Comtat de Shillin            |
| 1248-002             | Carst de Shilin – Suogeyi (所各邑村) Comtat de Shillin                            |
| 1248-003             | Carst de Libo – Xiaoqijong (小七孔) Comtat de Libo                                |
| 1248-004             | Carst de Libo – Dongduo (洞多) Comtat de Libo                                     |
| 1248-005             | Carst de Wulong – Dolina gegant de Qingkou (Sinkhole) (箐口天坑) Comtat de Wulong |
| 1248-006             | Carst de Wulong – Tres ponts naturals (天生三桥) Comtat de Wulong                 |
| 1248-007             | Carst de Wulong – Cova de Furong (芙蓉洞) Comtat de Wulong                        |

## Galeria d'imatges

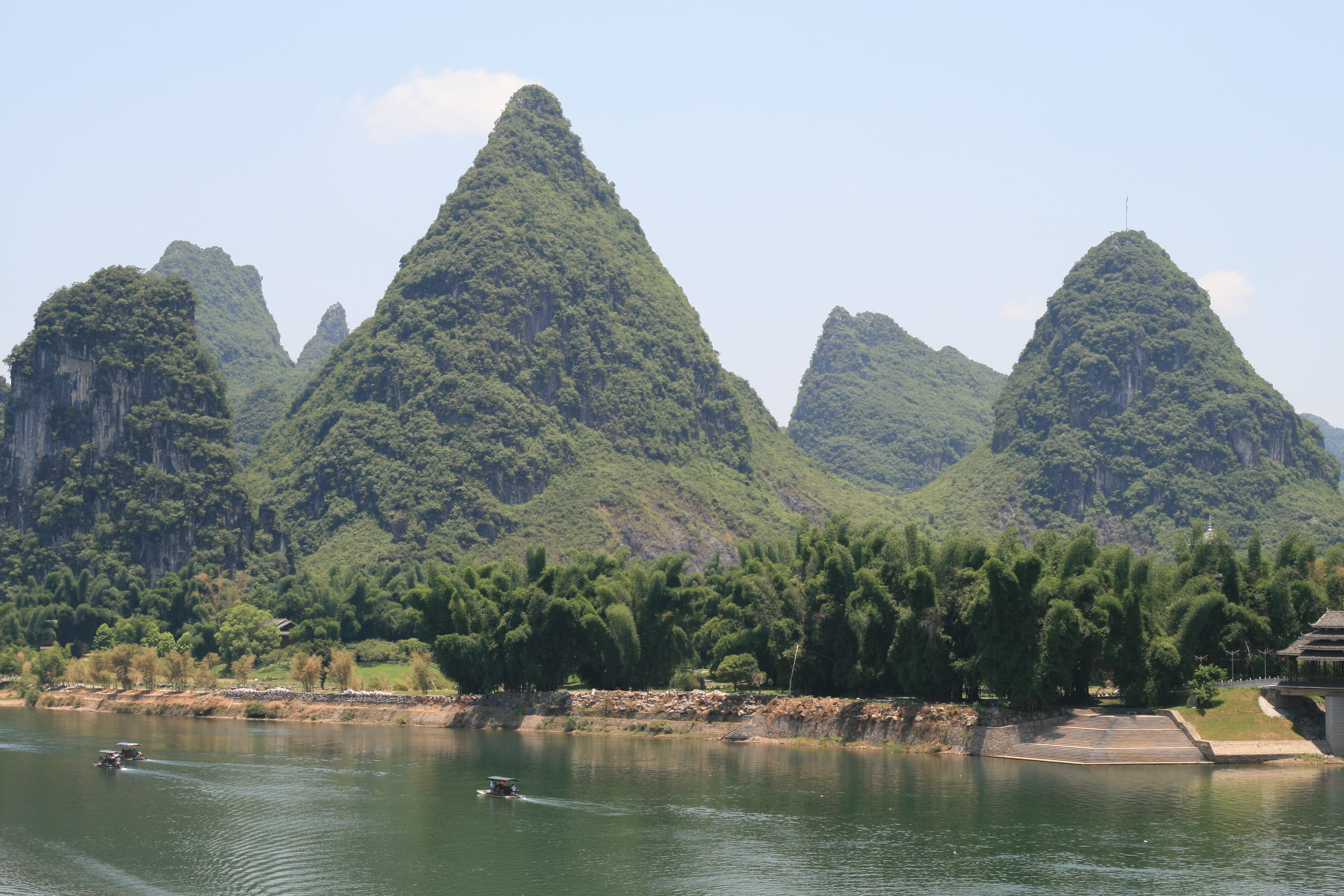
Cims de carst i un bosc de bambú
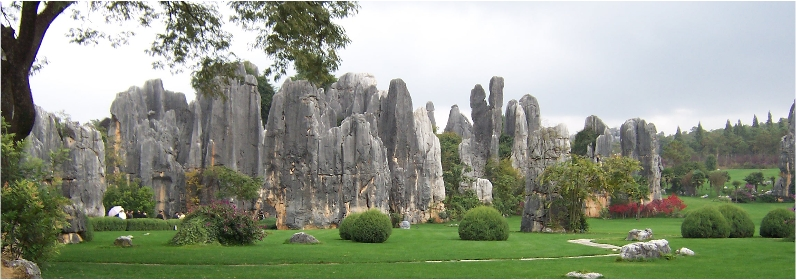
El Bosc de pedres de Naigu
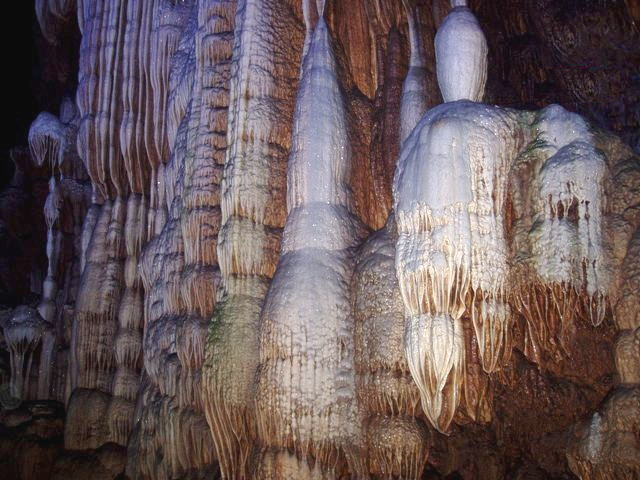
Cova de les set estrelles
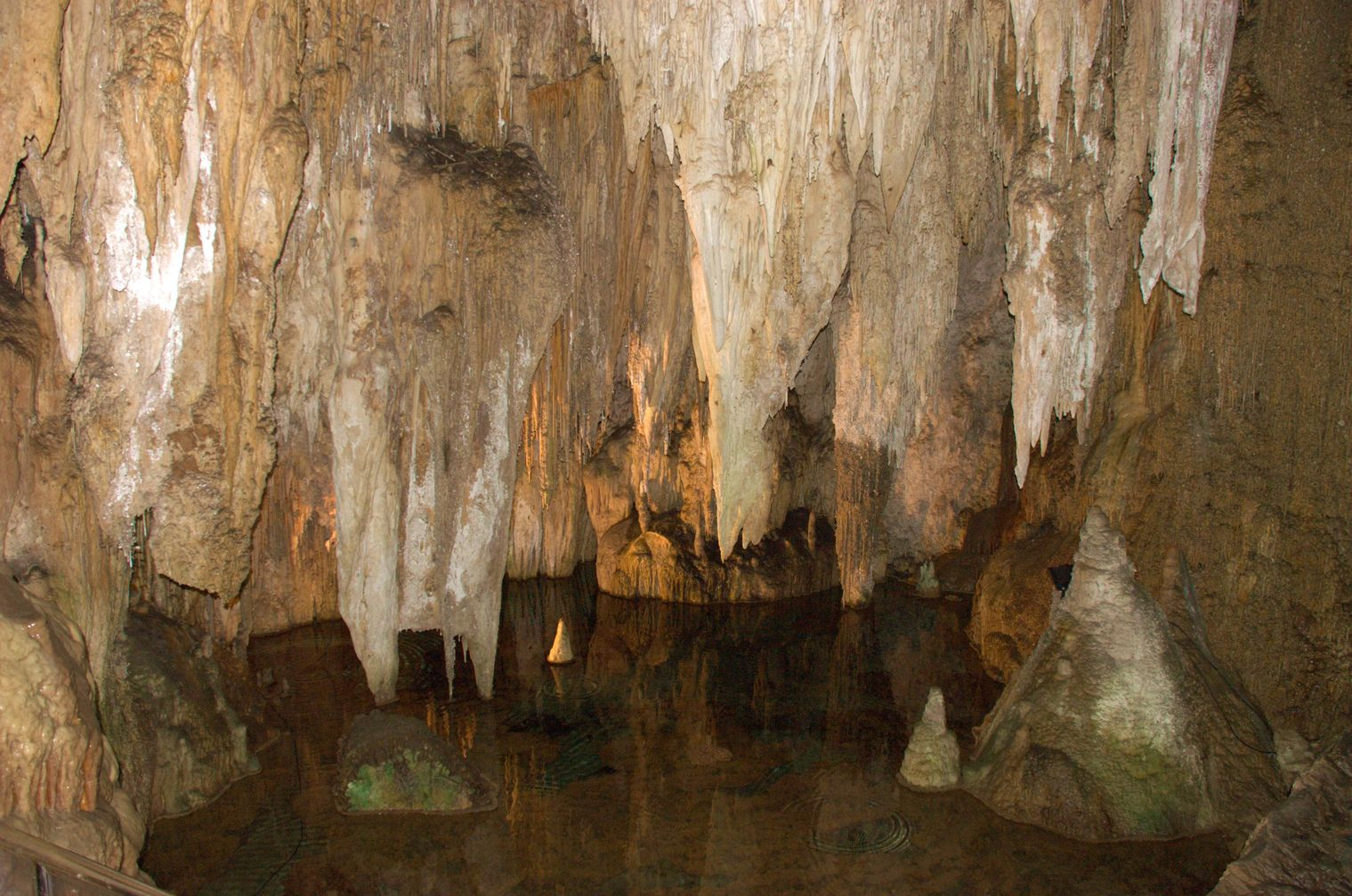
Estalactites a les Grutes de Furong.
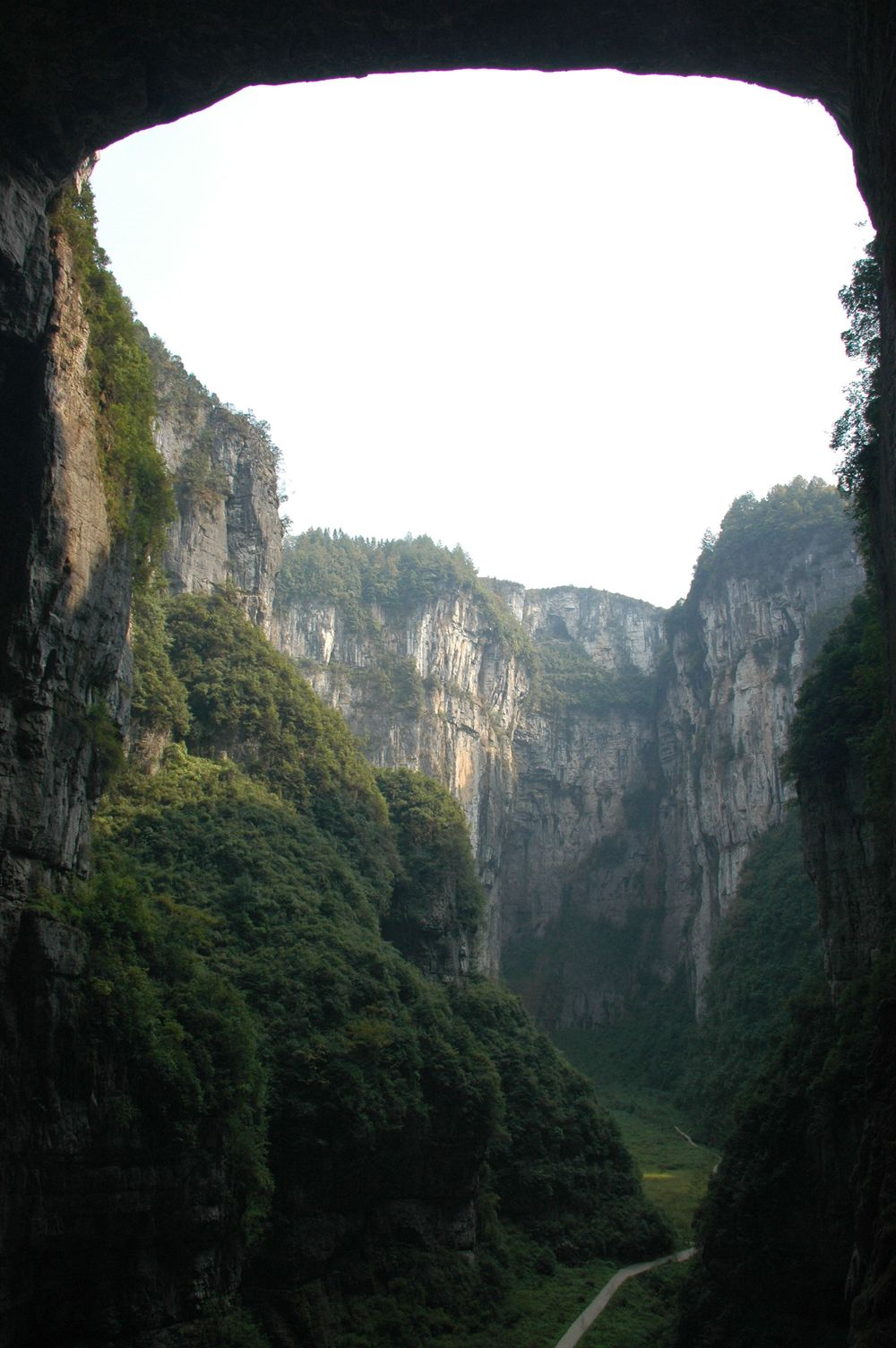
Els Tres ponts naturals.
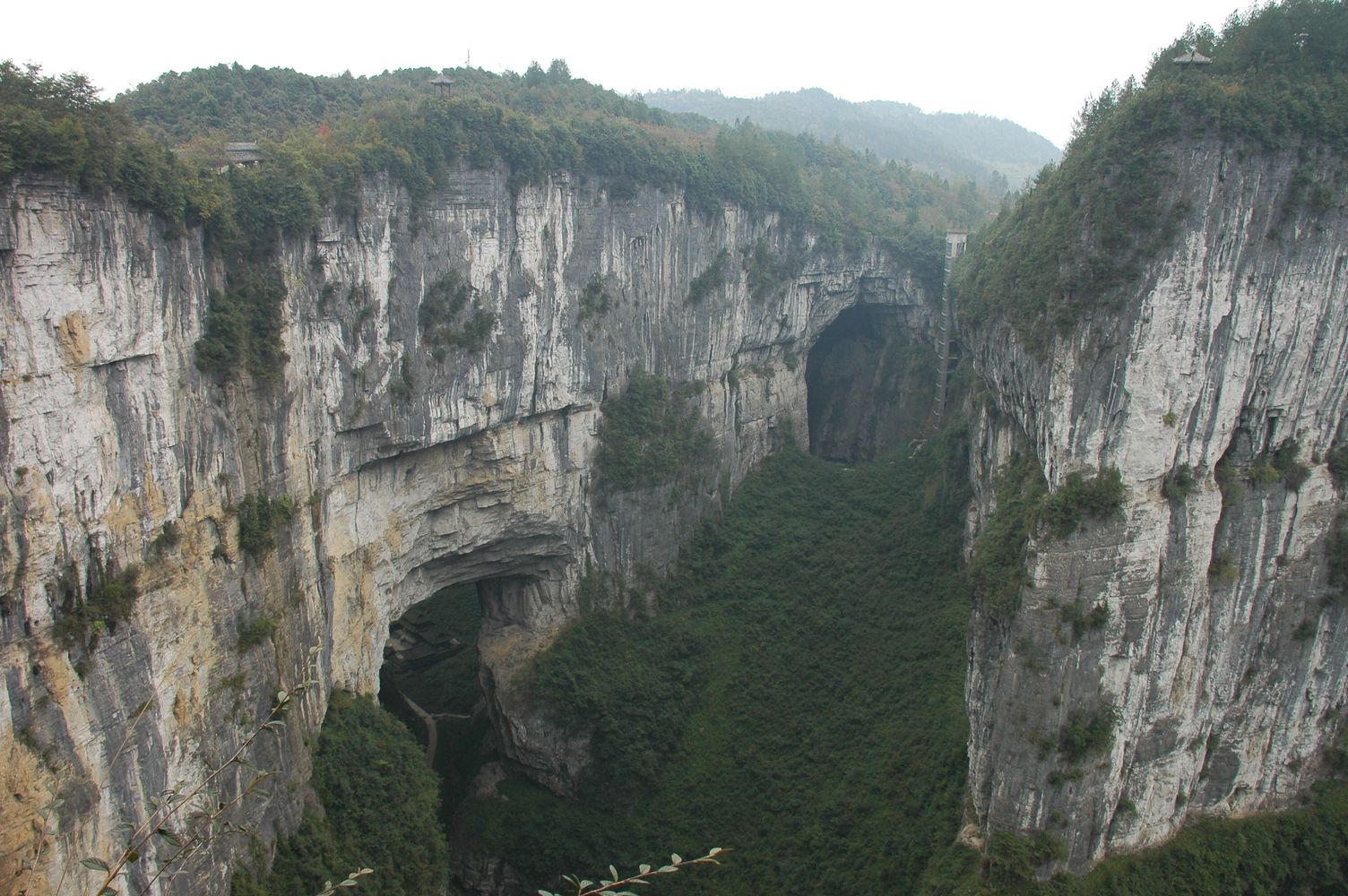
Vista d'un dels 3 ponts naturals
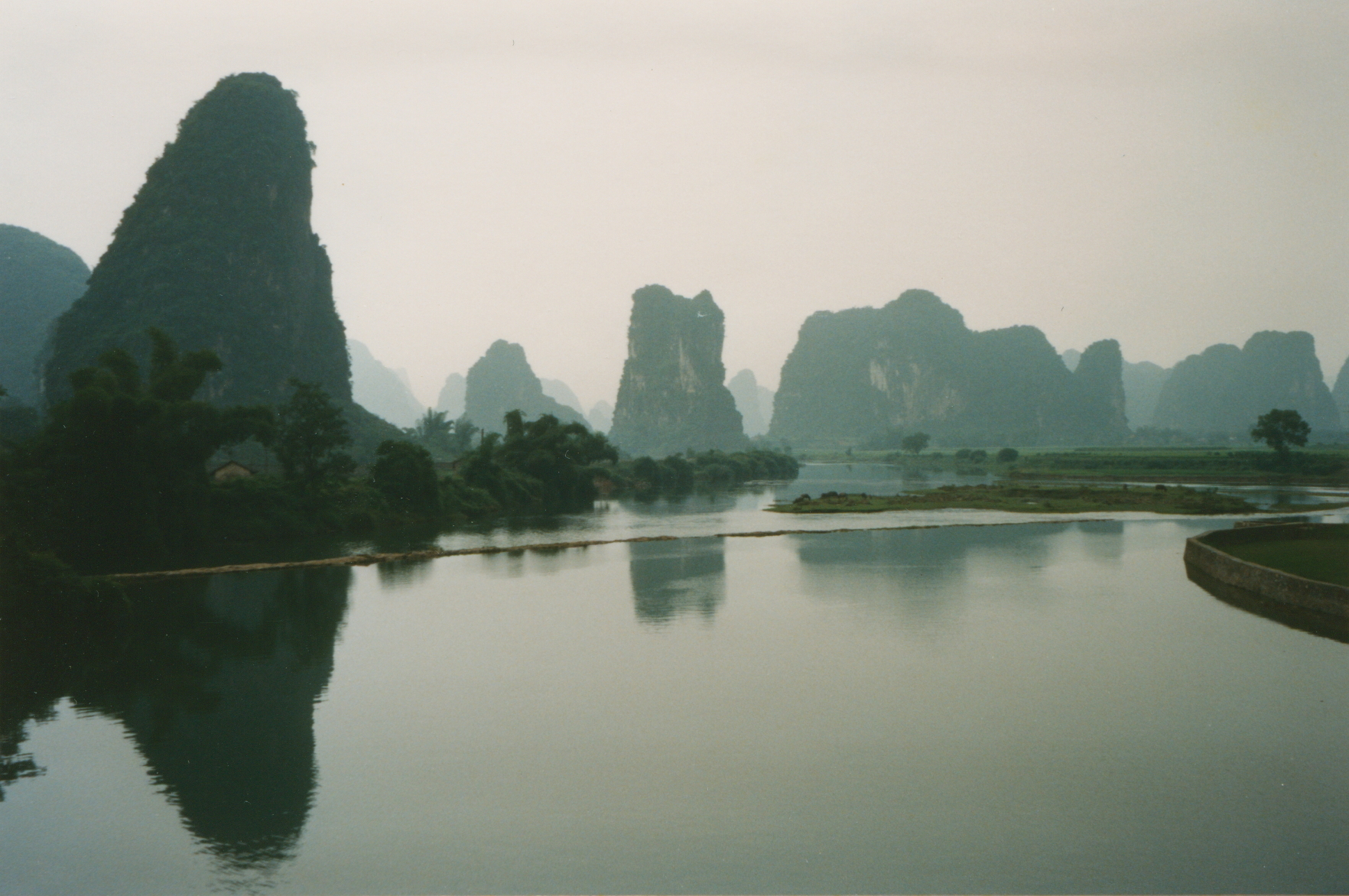
El riu Li amb nombrosos cims de carst
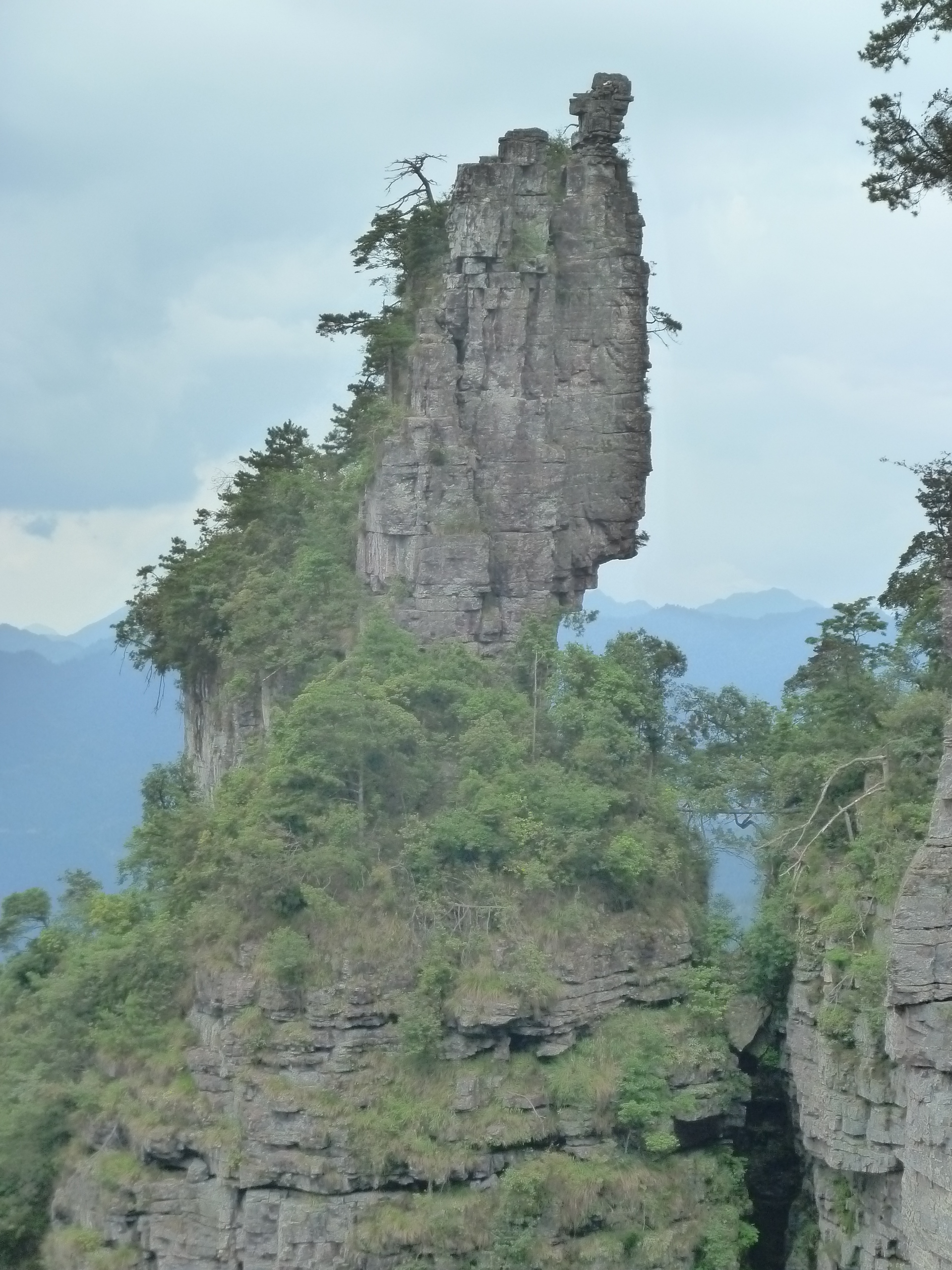
un cim en solitari